# Alouettes de Montréal
Pour les articles homonymes, voir Alouette.
Les Alouettes de Montréal sont une équipe de football canadien de la Ligue canadienne de football (LCF) ayant comme domicile la ville de Montréal, au Québec. Ils ont gagné huit fois la Coupe Grey. Bien que l'équipe originale ait été fondée en 1946, la franchise actuelle est née du déménagement à Montréal des Stallions de Baltimore en 1996.

## Historique

### Les années 1940 et 1950

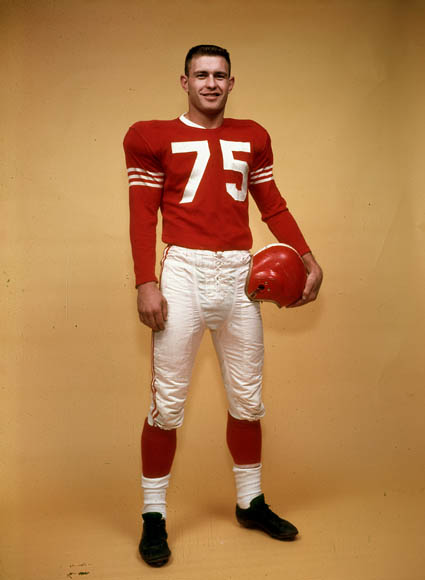
Hal Patterson

En 1946, Lew Hayman, entraîneur de renom ayant déjà gagné quatre fois la coupe Grey à Toronto, veut former un nouveau club à Montréal pour évoluer dans la Interprovincial Rugby Football Union, l'ancêtre de la division Est de la Ligue canadienne de football. Avec son associé Eric Cradock, il acquiert l'équipe des Hornets de Montréal, créée l'année précédente mais ayant remporté peu de succès. L'homme d'affaires Léo Dandurand, ancien propriétaire des Canadiens de Montréal, se joint à eux. Ils nomment le nouveau club les Alouettes; il n'est pas déterminé de façon sûre si ce nom provient de la chanson populaire Alouette, gentille alouette, ou du nom d'un escadron de l'aviation royale canadienne.
Sous la gouverne de Lew Hayman à titre de directeur-général et entraîneur-chef, les Alouettes connaissent une bonne saison inaugurale en terminant en tête de la IRFU, mais sont éliminés par Toronto en finale. Les premiers joueurs vedettes sont Virgil Wagner et Herb Trawick.
Les saisons 1947 et 1948 sont moins impressionnantes, mais en 1949, aidés par le quart-arrière étoile Frank Filchock, ils remportent une première fois la coupe Grey en battant les Stampeders de Calgary 28 à 15 le 26 novembre 1949.
Le départ de Filchock avant la saison 1951 ne sera comblé qu'au début de la saison 1952, par l'embauche de Sam Etcheverry, inconnu à Montréal mais ayant connu une belle carrière universitaire aux États-Unis. Les Alouettes réussissent aussi un beau coup en allant chercher l'entraîneur-chef Douglas « Peahead » Walker, entraîneur réputé de l'université de Wake Forest. Les vétérans Wagner et Trawick seront rejoints par Hal Patterson, Red O'Quinn, Pat Abbruzzi et Tex Coulter pour former avec Etcheverry une équipe dominante jusqu'en 1956. En effet les Alouettes remportent le premier rang du « Big Four » (surnom de l'IRFU) quatre années de suite à partir de 1953, et se rendent en finale de la coupe Grey en 1954, 1955 et 1956, pour être cependant battus chaque fois par les Eskimos d'Edmonton. Pour le reste de la décennie par contre, les Alouettes ne seront plus du même calibre, ratant la finale de l'IRFU en 1958 et 1959.

### Les années 1960
La décennie 1960 fut vraiment une période de misère pour les Alouettes. En effet, en dix saisons, il terminèrent six fois au troisième rang, et quatre fois au quatrième et dernier rang de la division Est. Pourtant, en 1960 l'arrivée du nouvel entraîneur-chef Perry Moss avait favorisé un sentiment d'optimisme. Les vétérans Sam Etcheverry, Hal Patterson et le demi George Dixon forment le noyau de l'équipe, mais des conflits éclatent entre Moss et certains joueurs, et à la fin de la saison 1960, les Alouettes effectuent un échange désastreux dans lequel ils perdent Etcheverry et Patterson.
La difficulté de trouver un successeur à Sam Etcheverry au poste de quart-arrière est le principal défi des Alouettes pour les saisons suivantes. De 1961 à 1969, 21 quarts différents s'aligneront pour le club. Perry Moss, très impopulaire, est remplacé par Jim Trimble en 1963. Cependant les résultats sur le terrain ne s'améliorent pas. En 1966, Darrell Mudra devient entraîneur-chef mais ne reste qu'une saison, remplacé par Kay Dalton. La saison 1967 sera la pire de l'histoire du club, avec seulement deux victoires.
En 1968, les Alouettes quittent le stade Percival-Molson pour leur nouveau domicile, l'Autostade. Malgré un bon début de saison, le club termine avec seulement trois victoires ; la saison suivante est encore pire. Cependant, l'arrivée de nouveaux joueurs de talent laisse présager des jours meilleurs. Ainsi l'ailier rapproché Peter Dalla Riva et le plaqueur Gordon Judges (en), débutant en 1968, et le quart-arrière et botteur Sonny Wade, arrivé l'année suivante, se démarqueront bientôt.
Finalement, à la fin de 1969 on annonce que Sam Berger devient le propriétaire du club, succédant à Joe Atwell. Berger est l'ancien président des Rough Riders d'Ottawa. Il annonce au grand plaisir des Montréalais l'engagement de Sam Etcheverry à titre d'entraîneur-chef, Red O'Quinn comme directeur général et J. I. Albrecht comme directeur du personnel.

### Les années 1970
Les Alouettes débutent la nouvelle décennie en arborant un nouvel uniforme vert, rouge et blanc. Ils gagnent leurs trois premiers matchs de la saison 1970, une première depuis 1954. Outre Wade, Dalla Riva et Judges, les vedettes sont le demi offensif Dennis Duncan et le receveur éloigné Terry Evanshen. Cette année-là ils remportent contre toute attente la deuxième coupe Grey de leur histoire par le compte de 23-10 contre les Stampeders de Calgary.
Les deux saisons suivantes marquent un retour à la médiocrité, les Alouettes retournant même au vieux stade Percival-Molson en 1972 devant la difficulté d'attirer les partisans à l'Autostade. Cependant malgré l'insuccès sur le terrain, ces saisons 1971 et 1972 voient débarquer à Montréal des joueurs qui formeront le cœur de la formidable équipe qui brillera pour le reste de la décennie: l'ailier défensif Junior Ah You, les secondeurs Wally Buono (en) et Carl Crennel (en), le demi défensif et retourneur de bottés Dickie Harris, le demi offensif Larry Smith, le botteur Don Sweet (en), le plaqueur Glen Weir, le bloqueur Dan Yochum ainsi que le demi défensif Tony Proudfoot (en).
La saison 1973, qui est marquée par l'arrivée de Marv Levy (en) comme entraîneur, sera beaucoup plus encourageante, même si les Alouettes sont éliminés en finale de l'Est. Les demis John Harvey et Johnny Rodgers, la recrue de l'année dans la LCF, dominent l'attaque. En 1974 les Alouettes, qui arborent un nouvel uniforme bleu-blanc-rouge dont le style général sera conservé jusqu'en 2019, terminent au premier rang de la division Est pour la première fois depuis 1956, puis remportent la coupe Grey par le compte de 20-7 face aux Eskimos d'Edmonton. Les Montréalais débordent alors d'enthousiasme pour leur équipe. En 1975, celle-ci se rend encore en finale de la coupe Grey, mais ils perdent aux mains des Eskimos par un seul point, 9 à 8.
En 1976 les Alouettes n'iront pas plus loin que la demi-finale de l'Est, mais le point fort de l'année est l'arrivée de l'équipe au Stade olympique le 26 septembre, quelques semaines après la fin des Jeux. La foule de 68 505 personnes qui envahit le stade est, à cette date, la plus grosse assistance de l'histoire du sport professionnel au Canada.
Avec Marv Levy toujours à la barre, menés sur le terrain par le quart-arrière Joe Barnes (en), attirant en moyenne plus de 60 000 spectateurs par match, les Alouettes réussissent en 1977 une saison de rêve. Barnes est blessé à la mi-saison, mais le vétéran Sonny Wade prend la relève et mène l'équipe à la finale de la coupe Grey, qu'elle remporte 41-6 contre les Eskimos.
C'était cependant la dernière saison de Marv Levy avec les Alouettes. Il quitte pour la NFL et est remplacé en 1978 par Joe Scannella (en). Malgré une saison moyenne, les Alouettes se rendent en finale de la coupe Grey, qu'ils perdent par le compte de 20-13 aux mains des Eskimos. L'année suivante, menés par David Green, meilleur porteur de ballon de la LCF, ils se rendent encore à la coupe Grey, pour être une fois de plus battus par les Eskimos, 17 à 9.
Bilan de la décennie: six participations à la finale de la coupe Grey dont trois victoires.

### Les années 1980
En 1980, Sam Berger est toujours le président des Alouettes, mais pour la dernière année. En mars 1981, il vend l'équipe à l'homme d'affaires Nelson Skalbania (en), qui engage une fortune pour acquérir des vedettes de la NFL, dont le quart-arrière Vince Ferragamo (en), le demi David Overstreet et le receveur de passe Billy « White Shoes » Johnson. Malgré la qualité des joueurs sur le papier, la saison 1981 est désastreuse avec seulement trois victoires; l'harmonie ne règne pas au sein de l'équipe, les égos se heurtent. L'entraîneur Joe Scanella est congédié en septembre et remplacé par Jim Eddy, et Ferragamo ne répond pas aux attentes au poste de quart-arrière. Pire, au début de 1982 l'équipe croule sous une dette de plus de cinq millions de dollars et le propriétaire Skalbania veut s'en débarrasser. La Ligue canadienne de football dissout l'équipe le 14 mai, mais accorde aussitôt une nouvelle franchise à un groupe dirigé par Charles Bronfman, propriétaire des Expos de Montréal. Pour des raisons légales, le club ne pourra pas conserver le nom des Alouettes et s'appellera les Concordes.
Avec un grand nombre de nouveaux joueurs, le nouvel entraîneur Joe Galat a une lourde tâche sur les bras, et effectivement les trois saisons suivantes montrent toutes un bilan négatif. En 1985, le football canadien est dans un creux de popularité à Montréal, où la majorité des amateurs souhaiterait attirer une équipe de la NFL. Pire, les Concordes n'ont plus de radiodiffuseur ni de télédiffuseur francophone. Pourtant la saison fut la meilleure de l'équipe sous le nom des Concordes, les Montréalais se rendant jusqu'à la finale de l'Est pour la première fois depuis 1980. Le quart-arrière Turner Gill et le demi inséré Nick Arakgi sont les vedettes de l'équipe. Malgré ce succès relatif, Joe Galat est remplacé en octobre comme entraîneur par Gary Durchik.
En 1986, les obstacles légaux étant levés, l'équipe reprend le nom des Alouettes. Cependant, la saison est une fois de plus placée sous le signe de la médiocrité, avec seulement quatre victoires, et les assistances sont faibles au Stade olympique. Avant le début de la saison 1987, les doutes s'accumulent sur la santé financière de l'équipe, et le 25 juin, à la veille de leur premier match, les Alouettes annoncent qu'ils cessent leurs activités.
Il faudra attendre dix ans avant de revoir un match de la Ligue canadienne à Montréal.

### De 1996 à 2022

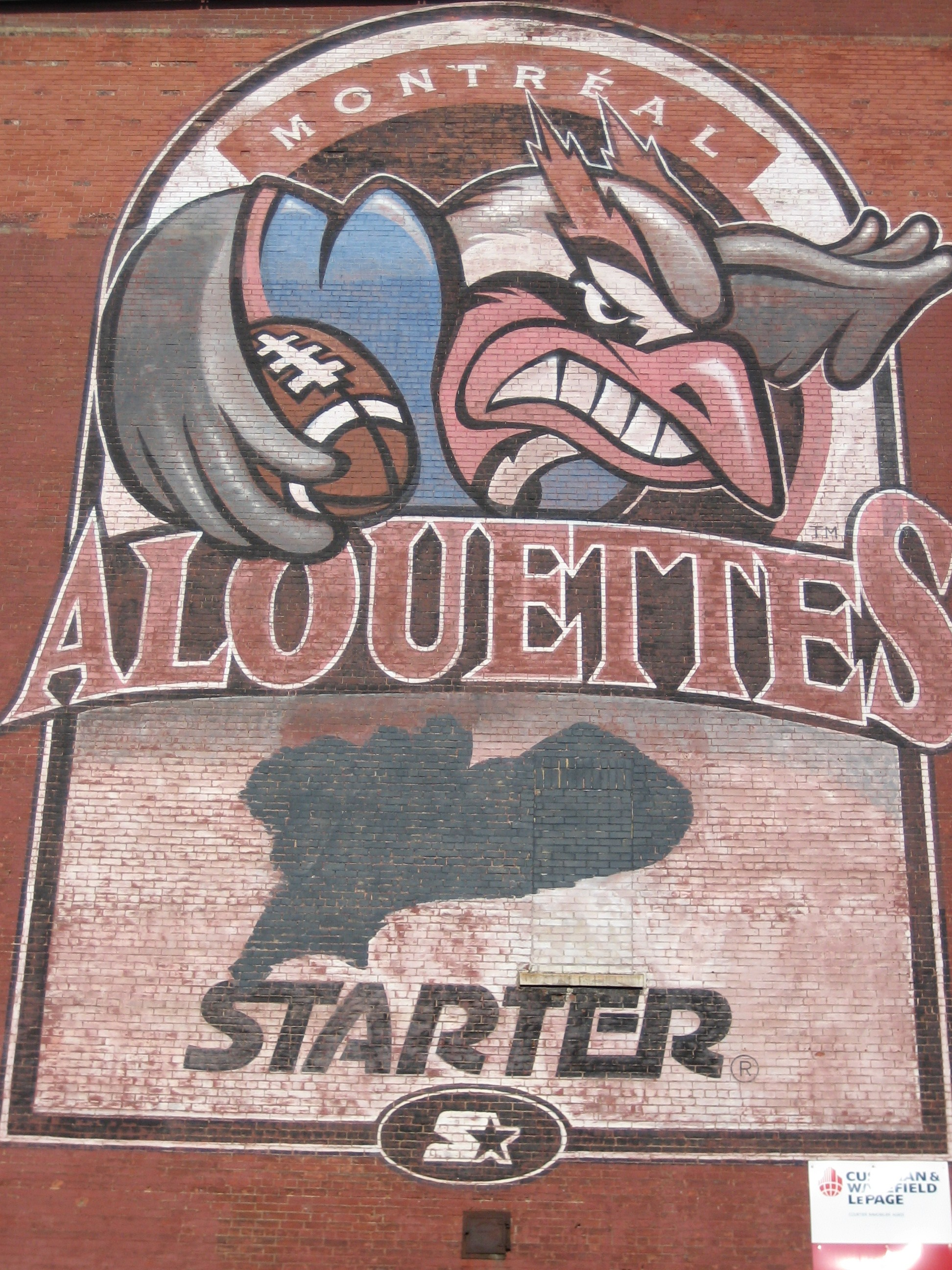
Une murale dédiée aux Alouettes à Montréal

En 1996, après une percée infructueuse de la LCF aux États-Unis, les Stallions de Baltimore déménagent à Montréal et prennent le nom des Alouettes. L'équipe est achetée en 1997 par un groupe d'investisseurs dirigé par Robert C. Wetenhall.
Au cours des dernières années, les Alouettes constituent l'une des trois meilleures équipes de la Ligue canadienne de football qui compte huit équipes (en 2009). Les Alouettes ont d'ailleurs atteint la finale en 2006 contre les Lions de la Colombie-Britannique, mais ont été défaits par le pointage de 25 à 14. Ils ont été battus à nouveau le 23 novembre 2008, en finale de la coupe Grey, par les Stampeders de Calgary au compte de 22 à 14. Entre 2000 et 2010, ils ont atteint la finale 7 fois, l'ont gagné 3 fois (2002, 2009, 2010).
Le quart-arrière régulier est (en 2011) Anthony Calvillo.
Le 29 novembre 2009, les Alouettes de Montréal gagnent la 97e Coupe Grey, en finale contre les Roughriders de la Saskatchewan au compte de 28 à 27.
Ils remportent une deuxième fois de suite le trophée le 28 novembre 2010, toujours contre les Roughriders de la Saskatchewan, lors de la 98e finale de la coupe Grey, au compte de 21 à 18. C'est la première fois que les Alouettes gagnent le championnat deux fois de suite.
En février 2019, les Alouettes ont dévoilé une nouvelle identité de marque, MontréALS, résultat d’une démarche exhaustive visant à rapprocher l’équipe des Montréalais. Le logo de l’oiseau fâché a été remplacé par l'écusson qui représente la volonté de l’organisation de s’inspirer de son passé pour mieux modeler son avenir. On y retrouve le M pour Montréal, le traditionnel oiseau et l’avion de l’escadron à l’origine du nom Alouettes. 
Au cours de la saison 2018 deux expressions ont été couramment utilisées par l’équipe et ses partisans : MontréALS et ToujoursGame. Si MontréALS représente qui sont les Alouettes, le slogan Toujours Game incarne, quant à lui, l’état d’esprit de l’organisation.
Le 31 mai 2019, la famille Wetenhall vend la franchise à la Ligue canadienne de football ; ce changement de propriétaire se fait à titre transitoire, dans l'optique de trouver de nouveaux repreneurs.
Au début de l'année 2020, la CFL présente les nouveaux propriétaires des Alouettes, Sid Spiegel et Gary Stern. Une semaine plus tard, Gary Stern officialise l'arrivée de Mario Cecchini au poste de président et de Danny Maciocia. Maciocia engage son ancien collègue des Carabins Byron Archambault (en) comme directeur du scoutisme.
À la suite de l'annonce de la pandémie de Covid-19 au Canada, la saison complète de la LCF 2020 est annulée.
Le 31 mars 2022, les Alouettes annoncent que leur camp d'entraînement aura lieu à Trois-Rivières au stade Diablos au cégep de Trois-Rivières, du 15 mai au 2 juin.
Le 17 décembre 2022, les Alouettes annoncent l'embauche de Jason Maas en qualité d'entraîneur-chef.
En décembre 2023, le personnel d'entraineurs pour la prochaine année prolonge le contrat de Jason Maas, Bryon Archambault, Anthony Calvillo, Michael Lionello, Noel Thorpe et Chandler Jones.

### Depuis 2023
Le 10 mars 2023, Pierre Karl Péladeau devient le nouveau propriétaire des Alouettes. Le 27 mars 2023, les Alouettes annonce un partenariat avec Vidéotron avec un patch affiché sur les maillots de l'équipe. Le 28 mars, Mark Weightman est nommé président. C'est la deuxième fois qu'il occupe ce poste, après avoir été président et chef de la direction de 2013 à 2016.
Les Alouettes remportent leur 8e Coupe Grey, le 19 novembre 2023 à Hamilton, en battant les Blue Bombers de Winnipeg 28-24 lors du match de la 110e Coupe Grey. L'équipe remporte la coupe à nouveau, 13 ans après la précédente.

## Identité visuelle

### Couleurs, casque et chandails

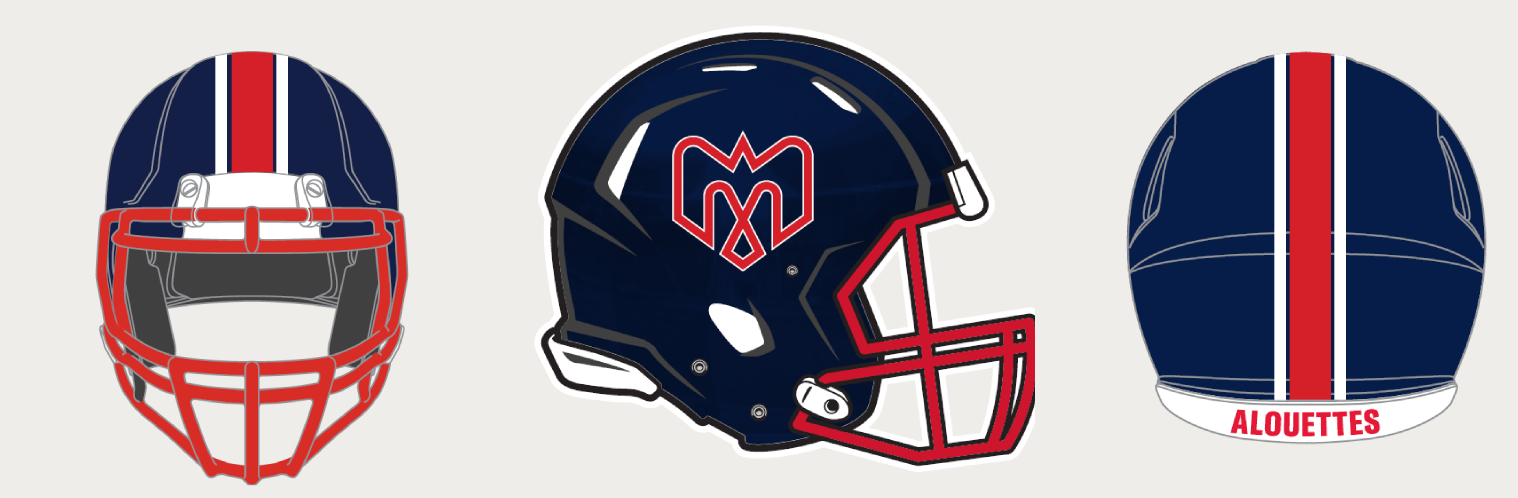
Casque depuis 2022
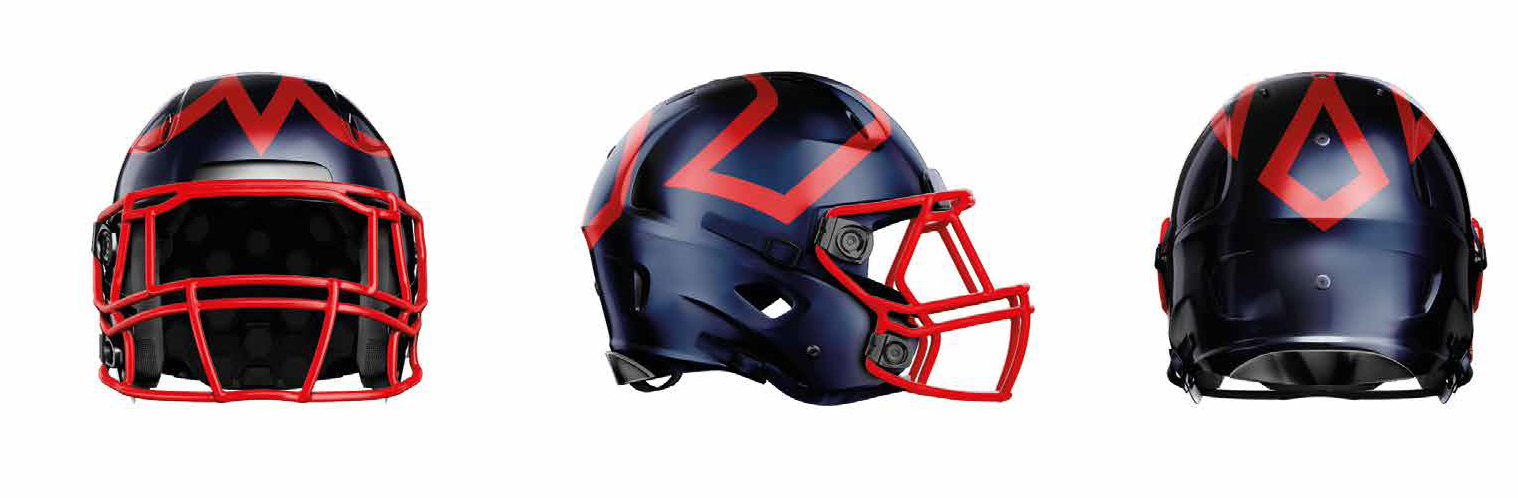
Casque 2019-2021

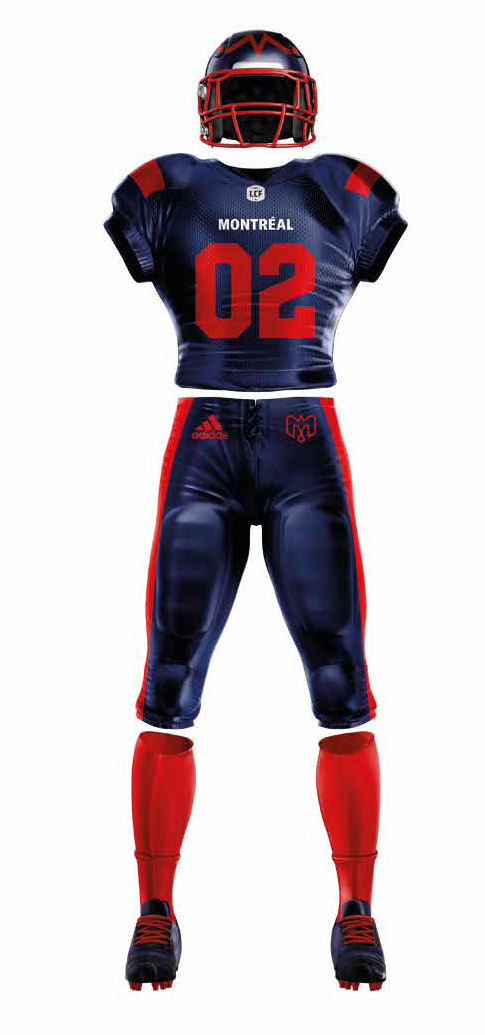
Alouettes - chandails domicile depuis 2019
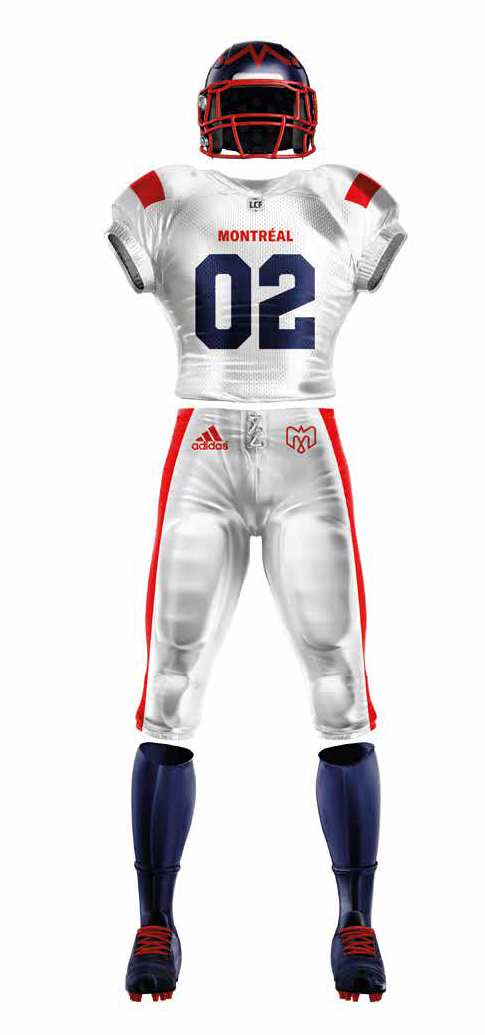
Alouettes - chandails extérieur depuis 2019

Le 23 juin 2023, l'équipe dévoile un uniforme alternatif (en), avec le rouge comme couleur dominante, faisant référence aux débuts de l'équipe en 1946.

### Logo

Évolution du logo
Logo de 1946 à 1969.
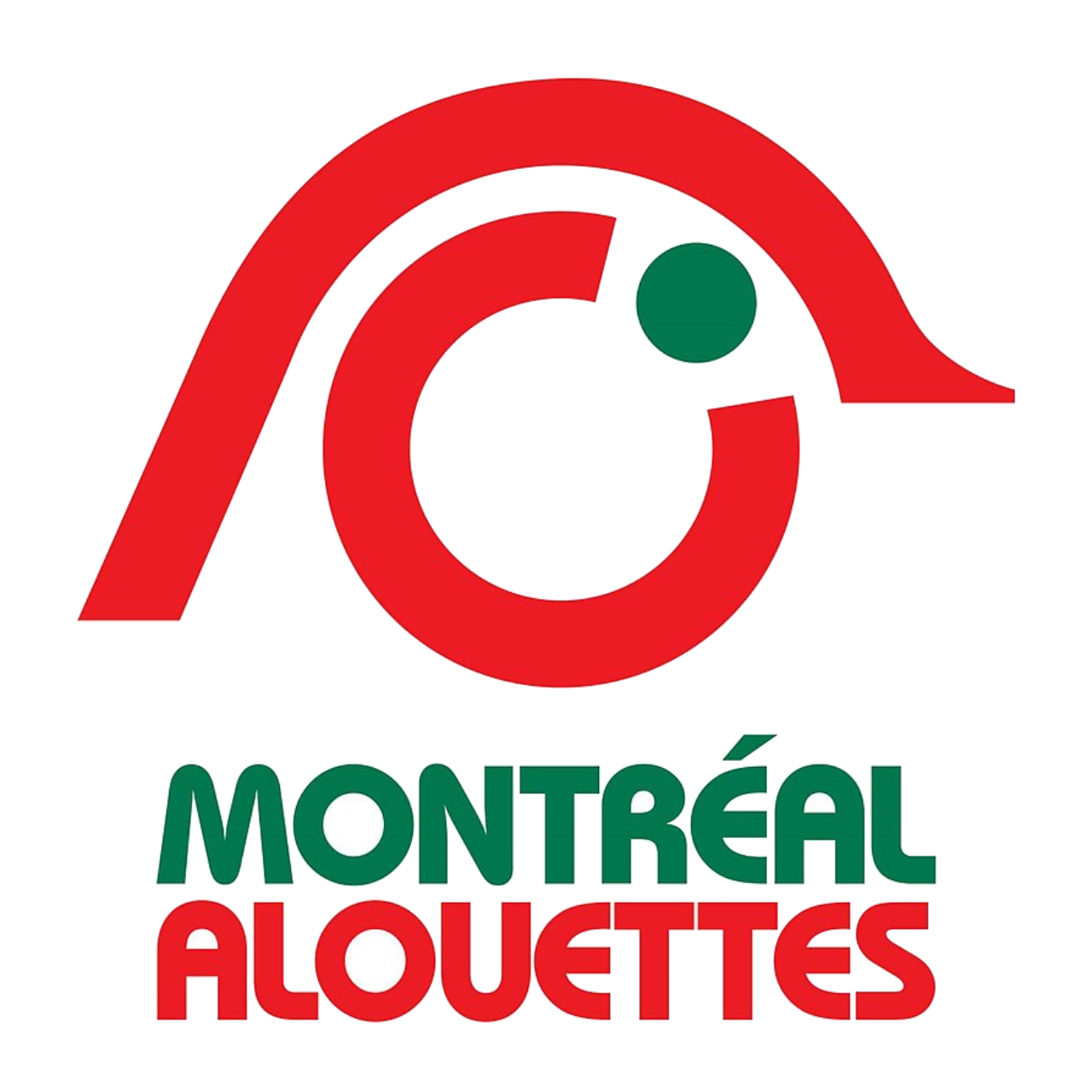
Logo de 1970 à 1974.
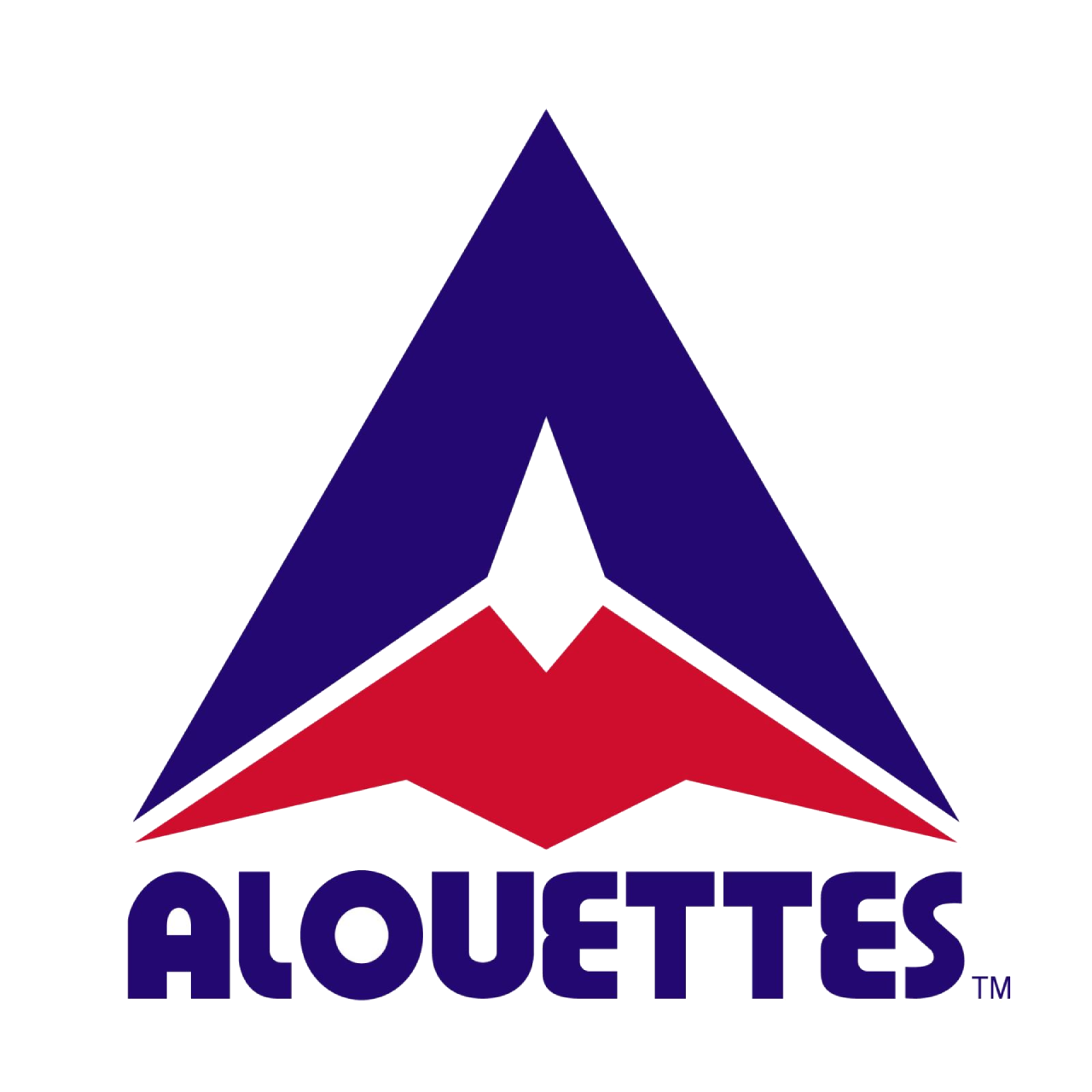
Logo de 1975 à 1981 et en 1986.

## Stade
Depuis 1998, les Alouettes jouent leurs matchs au stade Percival-Molson, qui compte 25 012 places. À la suite de ce déménagement, certains matchs de saison régulière et de séries éliminatoires ont été présentés au Stade olympique de Montréal, pour permettre à un plus grand nombre de partisans d'apprécier leur jeu.  Depuis 2013, tous les matchs sont au stade Molson. 
Le 28 septembre 2009, les Alouettes ont annoncé la signature d'un contrat de 20 ans avec l'université McGill, pour jouer toutes leurs parties à domicile sur le mont Royal au stade Percival-Molson.
Les Alouettes établissent leur premier domicile au stade Delorimier, un stade de 20 000 places d'abord conçu pour le baseball, de 1946 à 1953. En 1954, le club déménage au stade de l'université McGill, appelé Percival-Molson, un stade déjà vieux puisqu'il date de 1915, mais configuré pour le football. Les Alouettes jouent ensuite à l'Autostade de 1968 à 1971. Après une saison (1972) de retour au stade Percival-Molson, ils jouent de nouveau à l'Autostade de 1973 à 1976 jusqu'à ce que le Stade olympique soit prêt à les accueillir après les Jeux de 1976. Ils y évoluent de 1976 jusqu'à la dissolution de la franchise en 1986. À leur retour dans la LCF en 1996, ils emménagent au Stade olympique pour deux saisons avant que le choix du terrain Percival-Molson ne devienne permanent.

## Joueurs notables de l'histoire des Alouettes
| Joueurs           | Années               | Position  | Temple de la renommée | Équipe d'étoiles de l'Est            | Équipe d'étoiles de la LCF          | Champion de la coupe Grey | Principaux trophées                                                                                          |
| ----------------- | -------------------- | --------- | --------------------- | ------------------------------------ | ----------------------------------- | ------------------------- | --- |
| Virgil Wagner     | 1946-1954            | D         | ✔️                    | 1946 à 1949                          |                                     | 1949                      | Jeff-Russel: 1947                                                                                            |
| Herb Trawick      | 1946-1957            | G, BL, PD | ✔️                    | 1946 à 1950, 1954, 1955              |                                     | 1949                      | |
| Red O'Quinn       | 1952-1959            | R         | ✔️                    | 1952 à 1955, 1958                    |                                     |                           | |
| Sam Etcheverry    | 1952-1960            | Q         | ✔️                    | 1953 à 1957, 1960                    |                                     |                           | Joueur le plus utile (JPU): 1954; Jeff-Russel: 1954, 1958                                                    |
| Tex Coulter       | 1953-1956            | BL, PD    |                       | 1953, 1954, 1955                     |                                     |                           | Meilleur joueur défensif: 1955                                                                               |
| Hal Patterson     | 1954-1960            | R         | ✔️                    | 1954 à 1958, 1960                    |                                     |                           | JPU: 1956; Jeff-Russel: 1956                                                                                 |
| Pat Abbruzzi      | 1955-1958            | CA        |                       | 1955, 1956                           |                                     |                           | JPU: 1955 |
| George Dixon      | 1959-1965            | D         | ✔️                    | 1962, 1963                           | 1962, 1963                          |                           | JPU: 1962; Jeff-Russel: 1962                                                                                 |
| Gene Gaines       | 1961, 1970-1976      | DD        | ✔️                    | 1971                                 |                                     | 1970, 1974                | |
| Bobby Jack Oliver | 1961-1963            | B, BL     |                       | 1961, 1962                           |                                     |                           | Jeff-Russel: 1961                                                                                            |
| Marv Luster       | 1961-1964, 1973-1974 | DD        | ✔️                    | 1961, 1962, 1966 à 1972              | 1966, 1968 à 1972                   | 1974                      | |
| Terry Evanshen    | 1965, 1970-1973      | AO        | ✔️                    | 1965, 1971                           |                                     | 1970                      | Joueur canadien par excellence: 1967, 1971                                                                   |
| Larry Fairholm    | 1965-1972            | M         |                       | 1968, 1969                           | 1969                                | 1970                      | Jeff-Russel: 1968                                                                                            |
| Pierre Desjardins | 1966-1971            | BL        |                       |                                      |                                     | 1970                      | |
| Peter Dalla Riva  | 1968-1981            | RÉ, DI    | ✔️                    | 1972, 1973, 1975 à 1977              | 1972, 1973, 1975                    | 1970, 1974, 1977          | |
| Sonny Wade        | 1969-1978            | Q, B      |                       |                                      |                                     | 1970, 1974, 1977          | Joueur par excellence du match de la coupe Grey : 1970, 1974, 1977 (joueur offensif, pour les deux derniers) |
| Ed George         | 1970-1974            | BL        | ✔️                    | 1970 à 1974                          | 1971 à 1974                         | 1970, 1974                | Meilleur joueur de ligne offensive: 1974                                                                     |
| Dan Yochum        | 1972-1980            | BL        | ✔️                    | 1973 à 1979                          | 1975 à 1978                         | 1974, 1977                | Meilleur joueur de ligne offensive: 1976                                                                     |
| Glen Weir         | 1972-1984            | PD        | ✔️                    | 1975 à 1979, 1982                    | 1975, 1977                          | 1974, 1977                | Joueur par excellence du match de la coupe Grey : 1977 (joueur défensif)                                     |
| Dickie Harris     | 1972-1980, 1982      | DD        | ✔️                    | 1973 à 1979                          | 1974 à 1980                         | 1974, 1977                | |
| Junior Ah You     | 1972-1981            | AD        | ✔️                    | 1974 à 1976, 1979, 1980              | 1976, 1979                          | 1974, 1977                | |
| Johnny Rodgers    | 1973-1976            | D         |                       | 1973 à 1976                          | 1973 à 1975                         | 1974                      | Jeff-Russel: 1974, 1975                                                                                      |
| Gerry Dattilio    | 1976-1981, 1984-1985 | Q         |                       | 1980                                 |                                     |                           | Jeff-Russel: 1980; Joueur canadien par excellence: 1980                                                      |
| David Green       | 1978-1980            | D         |                       | 1979                                 | 1979                                |                           | JPU: 1979; Jeff-Russel: 1979                                                                                 |
| Nick Arakgi       | 1979-1985            | AR        |                       | 1982, 1984, 1985                     | 1984                                |                           | Joueur canadien par excellence: 1984                                                                         |
| Mike Pringle      | 1996-2002            | CA        | ✔️                    | 1997 à 1998, 2000, 2001              | 1997 à 2000                         | 2002                      | JPU: 1998; Terry-Evanshen: 1998                                                                              |
| Uzooma Okeke      | 1997-2006            | PD        | ✔️                    | 1997 à 1999, 2002 à 2005             | 1997 à 1999, 2002 à 2005            | 2002                      | Meilleur joueur de ligne offensive: 1999                                                                     |
| Bryan Chiu        | 1997-2009            | C         |                       | 2000 à 2006, 2008, 2009              | 2000 à 2005, 2008                   | 2002, 2009                | Meilleur joueur de ligne offensive: 2002                                                                     |
| Anthony Calvillo  | 1998-2013            | Q         | ✔️                    | 2000, 2002 à 2004, 2006, 2008 à 2011 | 2002, 2003, 2008, 2009              | 2002, 2009, 2010          | JPU: 2003, 2008, 2009; Terry-Evanshen: 2002 à 2004 et 2008 à 2011                                            |
| Pierre Vercheval  | 1998-2001            | L         | ✔️                    | 1998, 2000                           | 1998 à 2000                         |                           | Meilleur joueur de ligne offensive: 2000                                                                     |
| Ben Cahoon        | 1998-2010            | DI        | ✔️                    | 1999, 2000, 2002 à 2009              | 1999, 2004, 2008                    | 2002, 2009, 2010          | Joueur canadien par excellence: 2002, 2003                                                                   |
| Barron Miles (en) | 1998-2010            | DD        | ✔️                    | 1999 à 2003                          | 1999, 2000, 2003                    |                           | |
| Scott Flory       | 1999-2013            | G         | ✔️                    | 2002 à 2011                          | 2002, 2003, 2005, 2006, 2008 à 2010 | 2002, 2009, 2010          | Meilleur joueur de ligne offensive: 2008, 2009                                                               |
| Anwar Stewart     | 2002-2013            | AD        |                       | 2003, 2004, 2009                     | 2009                                | 2002, 2009, 2010          | Meilleur joueur défensif: 2004                                                                               |
| Chip Cox          | 2006-2018            | S         | ✔️                    | 2009-2013                            | 2009, 2011, 2013                    | 2009, 2010                | Meilleur joueur défensif: 2013                                                                               |
| John Bowman (en)  | 2006-2020            | AD        | ✔️                    | 2009–2010, 2012–2015, 2017–2019      | 2010, 2015                          | 2009, 2010                | |
| Josh Bourke       | 2007-2015            | BL        | ✔️                    | 2008 à 2011                          | 2011                                | 2009, 2010                | Meilleur joueur de ligne offensive: 2011                                                                     |
| Larry Taylor      | 2008-2010            | RÉ        |                       | 2009                                 | 2009                                | 2009                      | John-Agro: 2009                                                                                              |
| Nik Lewis (en)    | 2015-2018            | DI        | ✔️                    | 2016                                 |                                     |                           | |

### Liste des numéros retirés
- 13 - Anthony Calvillo
- 27 - Mike Pringle
- 28 - George Dixon
- 56 - Herb Trawick
- 63 - Pierre Desjardins
- 74 - Peter Dalla Riva
- 75 - Hal Patterson
- 77 - Junior Ah You
- 78 - Virgil Wagner
- 86 - Ben Cahoon
- 92 - Sam Etcheverry

Source

## Entraîneurs-chefs
- Lew Hayman (1946–1951)
- Douglas Walker (1952–1959)
- Perry Moss (1960–1962)
- Jim Trimble (1963–1965)
- Darrell Mudra (1966)
- Kay Dalton (1967–1969)
- Sam Etcheverry (1970–1972)
- Marv Levy (1973–1977)
- Joe Scannella (1978–1981)
- Jim Eddy (1981)
- Joe Galat (1982–1984)
- Gary Durchik (1985–1986)
- Bob Price (1996)
- Dave Ritchie (1997–1998)
- Charlie Taaffe (1999–2000)
- Rod Rust (2001)
- Jim Popp (2001)
- Don Matthews (2002–2006)
- Jim Popp (2006–2007)
- Marc Trestman (2008–2012)
- Dan Hawkins (en) (2013)
- Jim Popp (2013)
- Tom Higgins (2014-2015)
- Jim Popp (2015-2016)
- Jacques Chapdelaine (2016-2017)
- Kavis Reed (2017)
- Mike Sherman (2018)
- Khari Jones (2019-2022)
- Danny Maciocia (2022)[24]
- Jason Maas (2023-)

## Championnats de la Coupe Grey

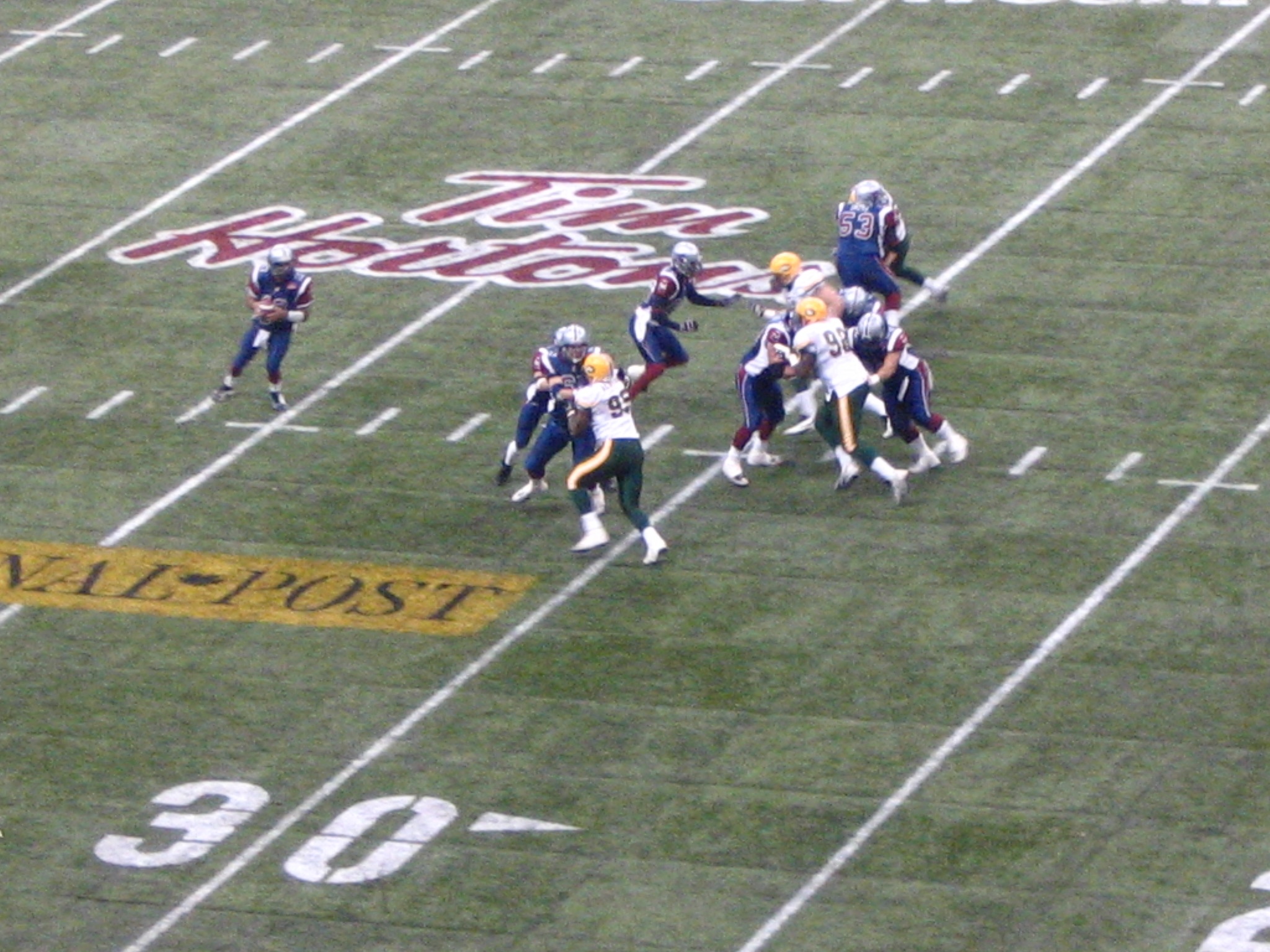
Calvillo et les Alouettes contre les Eskimos, la Coupe Grey 2005

- 1949, contre les Stampeders de Calgary : 28–15
- 1970, contre les Stampeders de Calgary : 23–10
- 1974, contre les Eskimos d'Edmonton : 20–7
- 1977, contre les Eskimos d'Edmonton : 41–6
- 2002, contre les Eskimos d'Edmonton : 25–16
- 2009, contre les Roughriders de la Saskatchewan : 28-27
- 2010, contre les Roughriders de la Saskatchewan : 21-18
- 2023, contre les Blue Bombers de Winnipeg: 28-24